# Тагондаинг
Тагондаинг (бур. တံခွန်တိုင်, Карен စံင်မံင်ထုင်း) је село у Мјанмару.
Тагондаинг је 2014. године имао 4.994 становника. 